# Regla de Baird
En química orgánica, la regla de Baird relaciona la aromaticidad con el número de electrones deslocalizados en orbitales sp2 de una molécula orgánica plana y cíclica un estado triplete que tiene enlaces simples y enlaces dobles conjugados. En concreto, la regla de Hückel indica que una molécula plana un estado triplete es aromática si tiene 4n electrones π.